# アイアンフィスト (兵器)

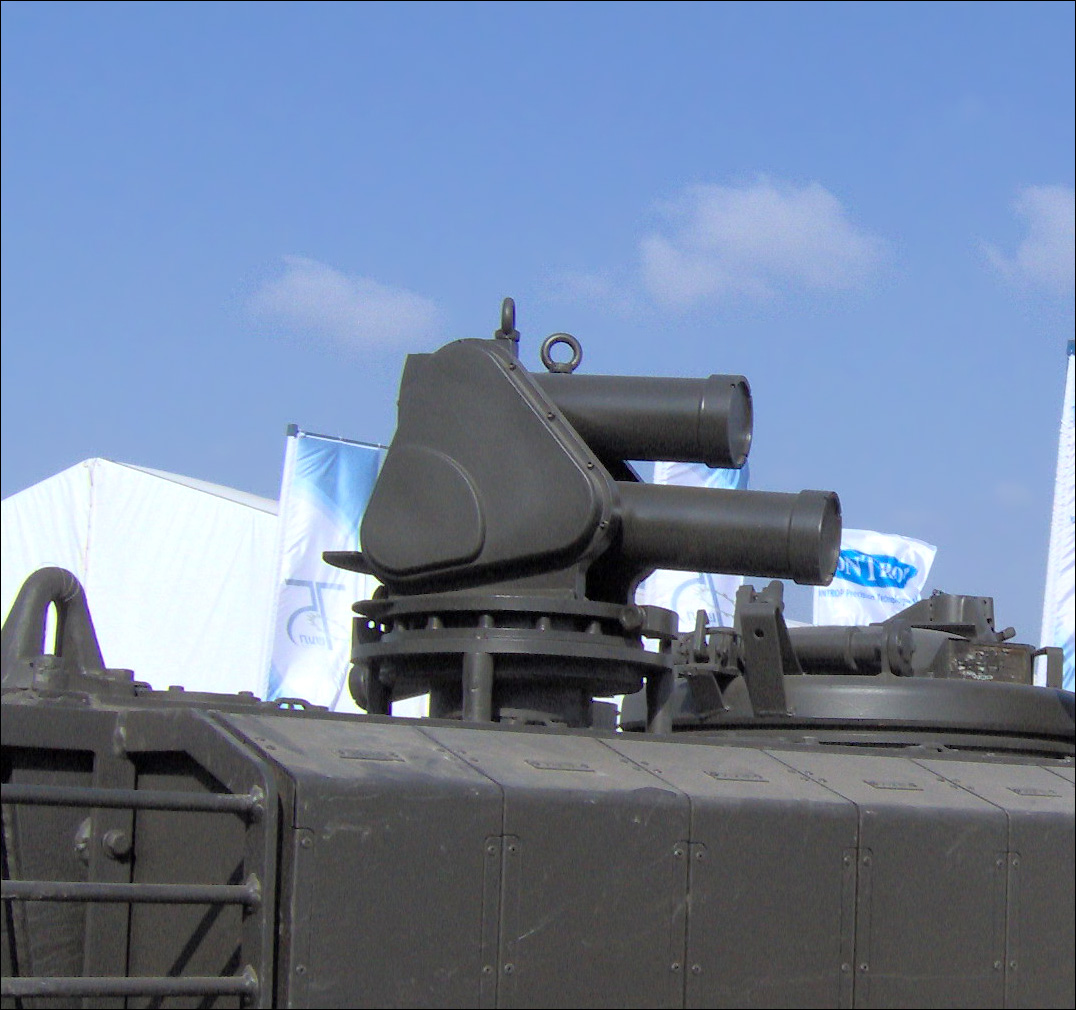
アイアンフィストAPS

アイアンフィストとはハードキル型のアクティブ防護システム（APS）である。設計はイスラエルのイスラエル・ミリタリー・インダストリーズ（IMI）が担当し、モジュラー設計によって、軽量多用途車から重量級の装甲戦闘車両にわたる範囲の車体への搭載が可能である。
コンセプトはIMIにより2006年に示された。また、2007年中期にはイスラエル国防軍による試験に入ることが予期された。このシステムは幅広い種類の脅威に対する試験に成功し、この中にはRPG、対戦車ミサイル、また戦車から放たれるHEATや運動エネルギー弾が含まれた。

## 概要
この装置は、RADAエレクトリック・インダストリーズが開発した固定式のレーダーセンサー、およびエルビット・システムズの子会社であるエリスラ社が開発した付属の受動型赤外線検知器により、飛来する脅威を探知する。脅威が差し迫っている際には、炸裂する投射迎撃体がその前方へ撃ち出される。迎撃体は脅威となるものの非常に近くで炸裂し、破壊もしくはこれを逸らして、弾頭を起爆させることなしに安定を失わせる。このためには炸裂の爆風効果のみが用いられる。迎撃体のケーシングは可燃性の素材で製造されており、そこで炸裂によって生成される破片は存在せず、副次的な損害を最低限にする助けとなっている。
アイアンフィストAPSの取得は2009年6月に認可された。このシステムはナメル装甲兵員輸送車に搭載されることになっていた。
2010年11月、イスラエル国防省はシステム開発用の予算停止を公表した。
2011年5月、本システムはアメリカでの試験中に、運動エネルギー弾およびメティス対戦車ミサイルを迎撃した。
2013年初期、イスラエル国防省は、イスラエル国防軍の車輌に用いる個体第二世代APSの競作において、IMIのアイアンフィストと、ラファエル・アドバンスド・ディフェンス・システムズ社製のトロフィーの双方を試験した。この当時、両方のシステムは共に第一世代の水準だった。双方のシステムとも2010年まで並行して予算が投下されたが、この時に国防省のアイアンフィストに対する資金参加は中止され、トロフィーの調達が（限定的に）開始された。
2012年、国防省は2つのシステムを1つに統合しようと試み、アイアンフィストの迎撃体とトロフィーのエルタ・システムズ製レーダーおよびC3システムを利用する案を採用した。両社は平等のパートナーとならず、代わりにラファエルが主契約者として従事したため、IMIは協力を拒否した。
2013年に起こった裁判の後、第二世代APSの完成は数年以内に成就するものとされている。IMIはまた、国際的な市場にアイアンフィストを出品しようとも試みている。
2019年、オランダ陸軍はCV9035NL歩兵戦闘車の近代化改修プログラムの一環として、アイアンフィストを装備する契約を締結したと発表した。
2024年4月、アメリカはウクライナへ供与するM2ブラッドレー歩兵戦闘車の最新バージョンA4E1型にアイアンフィストを装備することを発表した。